# Chamilo
Chamilo é um sistema  de código aberto (open-source) de gestão de conteúdos educativo (e-learning), apoiado pela Associação Chamilo, que tem metas a manutenção de um canal de comunicação claro e a construção de uma rede de prestadores de serviços e colaboradores de software. Sob licenciamento GNU/GPL.
O projeto Chamilo visa assegurar a disponibilidade e qualidade da educação a um custo reduzido, através da distribuição de seu software gratuito, melhoria da sua interface para três dispositivos países mundo portabilidade e a prestação de um livre acesso público de e-learning campus.
Chamilo vem em duas versões. Os LMS (ou "1. *") versão constrói diretamente no Dokeos.

## Historia
O projeto Chamilo foi lançado oficialmente no dia 18 de janeiro de 2010 por uma parte considerável da comunidade contribuindo do (também GNU / GPL) Dokeos software, depois de crescente descontentamento sobre a política de comunicação dentro da comunidade Dokeos e uma série de escolhas que faziam parte da comunidade insegura sobre o futuro da evolução. Como tal, ele é considerado um fork de Dokeos (pelo menos na sua versão 1.8). A reação ao fork foi imediata, com mais de 500 usuários ativos registrar nos fóruns Chamilo na primeira quinzena e mais contribuições recolhidos em um mês do que no anterior ano todo.
As origens de código de Chamilo de volta a 2000, com o início da Claroline, que foi bifurcada em 2004 para lançar o projeto Dokeos. Em 2010, foi novamente bifurcada com a publicação de Chamilo 1.8.6.2.

## Comunidade
Devido à finalidade educativa do Chamilo, a maioria da comunidade está relacionada com os setores de recursos humanos para a Educação ou. A própria comunidade trabalha em conjunto para oferecer um fácil de usar sistema e-learning.

### Activo
Os membros da comunidade são considerados ativos quando eles começam a contribuir com o projeto (através de documentação, as contribuições do fórum, o desenvolvimento, design).
Em 2009, os membros da comunidade Dokeos começou a trabalhar ativamente no projeto Um Laptop por Criança, juntamente com uma escola primária na cidade de Salto, no Uruguai, um dos membros fundadores da Associação Chamilo então registrado como um projeto que contribui para o OLPC em que sua empresa iria fazer esforços para assegurar a portabilidade da plataforma para o laptop XO o esforço tem sido, desde então, continuou como parte do projeto Chamilo.

### Passivo
A comunidade é considerada passiva quando eles usam o software, mas não contribuem diretamente para ele. Em dezembro de 2012, a comunidade passivo foi estimado em mais de 3.000.000 usuários em todo o mundo.

## Chamilo Association
Desde junho de 2010, a Associação Chamilo tem sido uma associação sem fins lucrativos legalmente registrada (VZW) sob a lei belga. A associação foi criada para servir o objetivo geral de melhorar a organização do projeto Chamilo e para evitar um conflito de interesses entre a organização controlar o processo de decisão de projetos de software e os melhores interesses da comunidade, usando o software. Os seus membros fundadores, também o seu primeiro Conselho de Administração, foram originalmente 7, dos quais 3 são do setor de e-learning privada e 4 eram do setor educacional público. O atual conselho de administração é composto por 5 membros.

## Principais características da versão 1
- Cursos, os usuários e os ciclos de formação em gestão avançada (incluindo serviços web SOAP para gerenciar remotamente)
- SCORM 1.2 compatibilidade e de autoria ferramenta
- O modo multi-instituições (com portal de gerenciamento central)
- Exames controlados de tempo
- Caracteres internacionais (UTF-8)
- fusos horários
- Geração automática de certificados
- Controle de usuários progresso
- Embutido rede social de aprendizagem

## Detalhes técnicos
Chamilo é desenvolvida principalmente em PHP e depende de um sistema LAMP ou WAMP no lado do servidor. No lado do cliente, ele requer apenas um navegador moderno (versões menores de 3 anos de idade) e, opcionalmente, requer o plug-in Flash para fazer uso de recursos avançados.

## Interoperabilidade
Os LMS Chamilo (1 *) os benefícios da série de implementações de terceiros que permite uma fácil ligação a Joomla (através JFusion plugin), Drupal (através do módulo Drupal-Chamilo), OpenID (estrutura de autenticação segura) e Oracle (através de implementações específicas PowerBuilder).

## Extensões
Chamilo oferece um conector para sistemas de videoconferência (como BigBlueButton ou OpenMeetings), bem como um apresentações para aprender conversor caminhos, que exigem habilidades de administração de sistema avançado de instalar.

## Lançamentos
Você pode obter mais informações sobre as emissões de o site de origem. Chamilo LMS e LCMS Chamilo são dois produtos distintos da Associação Chamilo, assim o histórico de lançamentos é dividido abaixo:

### Chamilo LMS

#### LMS estável v1.11.20
Esta versão é uma versão de correções e menores-melhorias (06/2023)

#### LMS estável v1.11.8
Esta versão é uma versão de correções e menores-melhorias (08/2018)

#### LMS estável v1.11.6
Esta versão é uma versão de correções e menores-melhorias (01/2018)

#### LMS estável v1.11.4
Esta versão é uma versão de correções e menores-melhorias (05/2017)

#### LMS estável v1.11.2
Esta versão é uma versão de correções e menores-melhorias (11/2016)

#### LMS estável v1.11.0
Esta versão do Chamilo vem com novos recursos e melhorias (10/2016)

#### estável v1.9.10
Esta versão é uma versão de correções e menores-melhorias. É a primeira versão a conformidade com a norma de acessibilidade WCAG WAI Nível AAA (01/2015).

#### LMS estável v1.9.8
Esta versão é uma versão de correções e menores-melhorias. Primeira versão para integrar um tickets de suporte e um sistema de pagamento (06/2014).

#### LMS estável v1.9.6.1
Esta versão é um lançamento de segurança-patch (04/2014).

#### LMS estável v1.9.6
Esta versão é uma versão de correções e menores-melhorias (03/2013).

#### LMS estável v1.9.4
Esta versão é uma versão de correções e menores-melhorias (01/2013).

#### LMS estável v1.9.2
Esta versão do Chamilo vem com novos recursos e melhorias, incluindo recursos versáteis mobile-friendly design, categorias de questões e a opção de incluir a gravação de voz em testes (09/2012).

#### LMS estável v1.9.0
Chamilo LMS 1.9.0 é a primeira versão do Chamilo (e, possivelmente, a primeira plataforma LMS gerais) a apoiar plenamente HTML5 (à excepção de um pequeno erro no campo de login) e oferecem um design HTML / CSS adaptativa. Ele adiciona uma série de recursos como gravação de voz como uma resposta de teste, captura de webcam, categorias perguntas, gravação de videoconferência e um sistema de plugins melhorada para melhorar as características globais e específicas de cursos sem tocar no código Chamilo upstream. No mesmo mês deste comunicado, Chamilo registrados passou 1.2M usuários ao redor do mundo (08/2012).

#### v1.8.8.4 estável
Embora anunciado um pouco mais tarde do que a sua data de lançamento real, Chamilo 1.8.8.4 foi liberada principalmente como uma versão de correção para 1.8.8.2. Durante o período de adoção desta versão, Chamilo alcançou 700.000 usuários relatados. Esta versão também melhorou consideravelmente geração de certificados (08/2011).

#### v1.8.8.2 estável
Depois de um pouco falho 1.8.8 não lançado oficialmente, versão 1.8.8.2 foi lançado com novos recursos como voz para texto, em linha de gravação de áudio, edição de fotos, diagramas SVG gaveta, indexação de texto completo, geração de certificados (05/2011).

#### v.1.8.7.1
Versão 1.8.7.1, codinome Palmas foi lançado no final de Julho de 2010. Ele incluiu correções de segurança para a ferramenta wiki, muitas correções a bugs encontrados na versão 1.8.7 e uma série de melhorias globais menores e novos recursos (07/2010).

#### v1.8.7
Versão 1.8.7, codinome Istambul foi lançado em Maio de 2010 com grande internacionalização (linguagem e tempo) melhorias em relação à versão anterior, que se deslocam de um primeiro grande passo longe de Dokeos. Ele também adicionou novas ferramentas pedagógicas para a versão anterior. Esta versão foi o primeiro a ser lançado oficialmente como GNU/GPL versão 3 (05/2010).

#### v1.8.6.2
Versão 1.8.6.2 do Chamilo foi originalmente concebido para ser lançado como Dokeos 1.8.6.2 em janeiro de 2010. Por causa do cisma comunidade, foi deixada incompleta e continuou (começando novembro de 2009) como o Chamilo project (01/2010).ref>https://code.google.com/p/chamilo/source/detail?path=/documentation/installation_guide_es_ES.html&repo=classic&r=244eba5f7d97e293f14e26f2e2f8e81095d9871d</ref>

### Chamilo LCMS

#### LCMS estável v3.1
Esta versão é uma versão de correções e melhorias menores - em cima de LCMS v3.0 (07/2013).

#### LCMS estável v3.0
Esta versão é refactores, versão v2.1 do software LCMS (05/2013).

#### estável v2.1
Chamilo LCMS 2.1 é o primeiro Chamilo 2 release que foi amplamente testado em uma variedade de ambientes de produção. Pode ser considerada estável (01/2012).
Chamilo 2 é centrado no usuário e repositório baseado. Todos os dados residem no repositório, fazendo, assim, acabar com a duplicação de dados a uma grande extensão. Ele inclui um aplicativo de carteira e de acesso a partir do repositório do usuário para repositórios externos, como o Google Docs, YouTube, Vimeo, Slideshare e muitos mais.

#### estável v2.0
A primeira versão 2.0 do Chamilo. Considerado software estável com web experimental 2.0 e 3.0 aspectos esperados para analisar o impacto da nova tecnologia na educação. Além de introduzir o conceito de conteúdo verdadeiro, objeto e gerenciamento de documentos, Chamilo 2.0 também se concentra na integração com os sistemas de repositórios existentes (Fedora, YouTube, Google Docs, etc.) e suporta alguns dos sistemas de autenticação mais populares (ao. LDAP, CAS , Shibboleth). Sua arquitetura modular e dinâmico oferece uma base para uma infinidade de extensões que podem ser adicionados após a instalação ou em uma data posterior, por meio de um repositório de pacotes de funcionalidades adicionais (12/2010).

#### beta v2.0
Chamilo 2.0 beta não é considerada uma produção de seguro (como o próprio nome indica), mas implementa uma série de melhorias para chegar a uma versão mais estável e utilizável (06/2010).

#### alfa v2.0
Chamilo 2.0 foi originalmente (primeiros planos datam de 2006, no Dia Usuários Dokeos em Valence, França), destinado a ser lançado como Dokeos 2.0, como um completamente novo backend para o LMS. A equipe completa de desenvolvedores que trabalham com esta versão decidiu, em 2009, para se deslocar para o projeto Chamilo, deixando assim o repositório do projeto Dokeos com fontes incompletas. Embora Dokeos prometeu desde então lançar a versão 2.0 no dia 10 de outubro de 2010 (com um contador correspondente a contagem regressiva de mais de 200 dias antes disso), não é o remake total, era suposto ser, e é, na verdade, deve ser equivalente em recursos para 1.8.6.1, principalmente acrescentando valiosos melhorias visuais e de usabilidade (06/2010).

## Estatísticas
O free-to-use registrou 100.000 usuários em outubro de 2011 (15 meses após o seu lançamento), para 38.000 usuários em dezembro de 2010 (11 meses após o seu lançamento).
O peruano privado relatou 1.700 usuários conectados na mesma 120 segundo período de tempo, em agosto de 2011.
Globalmente, Chamilo registrados 700.000 usuários em outubro de 2011, e mais de 5.000.000 de usuários em junho de 2013.

## Projeto roteiro macroscale
- Ano 2010 com foco no aumento do uso Chamilo na Ásia, com equipes que se dedicam à tradução para chinês simplificado e outras línguas regionais.
- Ano 2011 com foco no aumento do uso Chamilo no Oriente Médio, com equipes que se dedicam à tradução para o árabe e outras línguas regionais.
- Ano 2012 focado em estabelecer Chamilo como uma comunidade profissional viável na educação, lançando programas de certificação internacionais para professores e administradores.
- Ano 2013 focada em dinamizar a comunidade de língua espanhola e sobre a transição de Chamilo LMS para uma plataforma que suporta dispositivos móveis.
- Atualmente com foco no setor acadêmico, com várias universidades e academias em toda a Europa e América Latina a usá-lo,[14] Chamilo está entrando no mercado do setor privado, com últimas melhorias orientadas sobre a fiabilidade dos alunos controle de tempo e eficiência.

## Adoção Worldwide
- Chamilo é apoiada por uma série de empresas de pequeno e médio[15] e universidades, que são necessários para se registrar como membros da associação e contribuir para a software de código aberto para ser reconhecido como provedores oficiais. Um dos pré-requisitos para se tornar membro é mostrar uma compreensão do conceito de software livre para o benefício da educação de todo o mundo. Um dos pré-requisitos para se tornar um fornecedor oficial é a de contribuir com algo para a comunidade.
- Chamilo também é usado nas administrações públicas, ministérios espanhóis, belgas, holandeses e peruanos,[16] bem como serviços de desemprego e ONGs.
- A partir de outubro de 2012, ele foi usado livremente por mais de 2.000 organizações em todo o mundo,ref>http://version.chamilo.org/community.php</ref> e 11.000 a partir de maio de 2014.

## Segurança
O Chamilo mostra um registro de ligação com biscoitos para detectar e corrigir problemas de segurança rapidamente. A página é dedicada a questões de segurança e serve como uma referência a qualquer momento um novo problema é detectado.

## Marcas Registradas
Chamilo é uma marca registrada protegida pela Associação Chamilo, declarada nos termos da legislação belga.

## Logos
O primeiro logotipo oficial para ser usado pelo projeto Chamilo era um de um camaleão preso em uma caixa semi-translúcida.
Ele foi atualizado, devido à dificuldade de usá-lo misturado com outros componentes visualmente atraentes, ao logotipo atual, em fevereiro de 2013.
Ambos os logotipos estão disponíveis sob a licença Creative Commons (by-sa) de licença em um esforço para tornar mais fácil para a comunidade Chamilo para imprimir livremente material informativo com um logotipo de identificação.